# Shimane-præfekturet
Shimane-præfekturet (島根県 Shimane-ken) er et præfektur i Japan.
Præfekturet ligger i regionen Chūgoku på den vestlige del af Japans hovedø Honshū. Det har et areal på 6.708 km2
og et befolkningstal på 664.539 (2021) indbyggere. Hovedbyen er byen Matsue.